# Wereldkampioenschappen indooratletiek 2012
De wereldkampioenschappen indooratletiek 2012 werden gehouden van vrijdag 9 maart 2012 tot en met zondag 11 maart 2012 in het Turkse Istanbul.

## Deelnemers

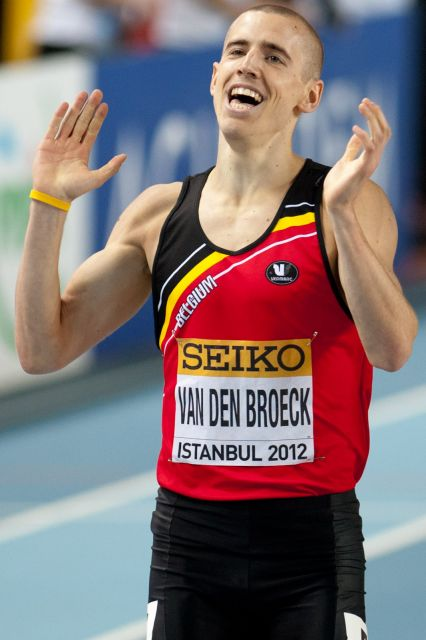
Jan Van Den Broeck is blij met zijn finaleplaats in Istanbul. Net als zijn twee landgenotes in hun disciplines werd hij vijfde.

### België

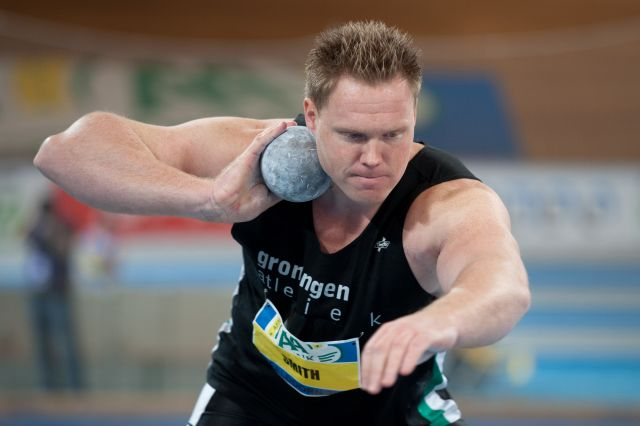
Rutger Smith had in de finale van het kogelstoten op meer gehoopt dan een zevende plaats.

| Atleet                       | Ronde                        | Prestatie               | Plaats |
| ---------------------------- | ---------------------------- | ----------------------- | ------ |
| Eline Berings (60 m horden)  | 1e ronde halve finale finale | 8,08 8,03 8,08          | 2 5    |
| Tia Hellebaut (hoogspringen) | kwalificatie finale          | 1,95                    | 6 5    |
| Jan Van Den Broeck (800 m)   | 1e ronde halve finale finale | 1.52,65 1.48,90 1.50,83 | 1 2 5  |

### Nederland
| Atleet                       | Ronde                        | Prestatie   | Plaats |
| ---------------------------- | ---------------------------- | ----------- | ------ |
| Jamile Samuel (60 m)         | 1e ronde halve finale finale | 7,47 -      | 4 -    |
| Dafne Schippers (60 m)       | 1e ronde halve finale finale | 7,28 7,25 - | 2 3 -  |
| Sharona Bakker (60 m horden) | 1e ronde halve finale finale | 8,19 8,18 - | 2 6 -  |
| Rutger Smith (kogelstoten)   | kwalificatie finale          | 20,21 20,30 | 6 7    |

## Wedstrijdschema
| S | Series | Q | Kwalificaties | ½ | Halve finale | F | Finale |

| Datum →              | 09/03 | 09/03 | 10/03 | 10/03 | 10/03 | 11/03 | 11/03 | 11/03 |
| Onderdeel↓           | M     | A     | M     | A     | A     | M     | A     | A     |
| -------------------- | ----- | ----- | ----- | ----- | ----- | ----- | ----- | ----- |
| 60 m                 |       | S     |       | ½     | F     |       |       |       |
| 400 m                | S     | ½     |       | F     | F     |       |       |       |
| 800 m                | S     |       |       |       |       |       | F     | F     |
| 1 500 m              | S     |       |       | F     | F     |       |       |       |
| 3 000 m              |       | S     |       |       |       |       | F     | F     |
| 60 m horden          |       |       | S     |       |       |       | ½     | F     |
| 4 × 400 m            |       |       | S     |       |       |       | F     | F     |
| Verspringen          |       | Q     |       | F     | F     |       |       |       |
| Hink-stap-springen   |       |       | Q     |       |       |       | F     | F     |
| Hoogspringen         |       |       | Q     |       |       |       | F     | F     |
| Polsstokhoogspringen |       |       |       | F     | F     |       |       |       |
| Kogelstoten          | Q     | F     |       |       |       |       |       |       |
| Zevenkamp            | F     | F     | F     | F     | F     |       |       |       |

| Datum →              | 09/03 | 09/03 | 10/03 | 10/03 | 10/03 | 11/03 | 11/03 | 11/03 |
| Onderdeel↓           | M     | A     | M     | A     | A     | M     | A     | A     |
| -------------------- | ----- | ----- | ----- | ----- | ----- | ----- | ----- | ----- |
| 60 m                 |       |       | S     |       |       |       | ½     | F     |
| 400 m                | S     | ½     |       | F     | F     |       |       |       |
| 800 m                | S     |       |       |       |       |       | F     | F     |
| 1 500 m              |       | S     |       | F     | F     |       |       |       |
| 3 000 m              | S     |       |       |       |       |       | F     | F     |
| 60 m horden          |       | S     |       | ½     | F     |       |       |       |
| 4 × 400 m            |       |       | S     |       |       |       | F     | F     |
| Verspringen          |       |       | Q     |       |       |       | F     | F     |
| Hink-stap-sprong     | Q     |       |       | F     | F     |       |       |       |
| Hoogspringen         | Q     |       |       | F     | F     |       |       |       |
| Polsstokhoogspringen |       |       |       |       |       |       | F     | F     |
| Kogelstoten          |       |       | Q     | F     | F     |       |       |       |
| Vijfkamp             | F     | F     |       |       |       |       |       |       |

## Medailles

### Mannen
| Onderdeel            | Goud                                                                         | Goud         | Zilver                                                                        | Zilver     | Brons                                                                       | Brons      |
| -------------------- | ---------------------------------------------------------------------------- | ------------ | ----------------------------------------------------------------------------- | ---------- | --------------------------------------------------------------------------- | ---------- |
| 60 m                 | Justin Gatlin Verenigde Staten                                               | 6,46 SB      | Nesta Carter Jamaica                                                          | 6,54       | Dwain Chambers Verenigd Koninkrijk                                          | 6,60       |
| 400 m                | Nery Brenes Costa Rica                                                       | 45,11 CR, NR | Demetrius Pinder Bahama's                                                     | 45,34 SB   | Chris Brown Bahama's                                                        | 45,90 SB   |
| 800 m                | Mohammed Aman Ethiopië                                                       | 1.48,36      | Jakub Holuša Tsjechië                                                         | 1.48,62    | Andrew Osagie Verenigd Koninkrijk                                           | 1.48,92    |
| 1500 m               | Abdalaati Iguider Marokko                                                    | 3.45,21      | Ilham Tanui Özbilen Turkije                                                   | 3.45,35    | Mekonnen Gebremedhin Ethiopië                                               | 3.45,90    |
| 3000 m               | Bernard Lagat Verenigde Staten                                               | 7.41,44 SB   | Augustine Choge Kenia                                                         | 7.41,77    | Edwin Cheruiyot Soi Kenia                                                   | 7.41,78    |
| 4×400 m              | Verenigde Staten Frankie Wright Calvin Smith Jr. Manteo Mitchell Gil Roberts | 3.03,94 SB   | Verenigd Koninkrijk Conrad Williams Nigel Levine Michael Bingham Richard Buck | 3.04,72 SB | Trinidad en Tobago Lalonde Gordon Renny Quow Jereem Richards Jarrin Solomon | 3.06,85 SB |
| 60 m horden          | Aries Merritt Verenigde Staten                                               | 7,44         | Liu Xiang China                                                               | 7,49       | Pascal Martinot-Lagarde Frankrijk                                           | 7,53 PB    |
| Verspringen          | Mauro Vinicius da Silva Brazilië                                             | 8,23         | Henry Frayne Australië                                                        | 8,23 AR    | Aleksandr Menkov Rusland                                                    | 8,22       |
| Hink-stap-springen   | Will Claye Verenigde Staten                                                  | 17,70 WL     | Christian Taylor Verenigde Staten                                             | 17,63 SB   | Ljoekman Adams Rusland                                                      | 17,36 PB   |
| Hoogspringen         | Dimítrios Chondrokoúkis Griekenland                                          | 2,33 PB      | Andrej Silnov Rusland                                                         | 2,33       | Ivan Oechov Rusland                                                         | 2,31       |
| Polsstokhoogspringen | Renaud Lavillenie Frankrijk                                                  | 5,95 WL      | Björn Otto Duitsland                                                          | 5,90       | Brad Walker Verenigde Staten                                                | 5,80       |
| Kogelstoten          | Ryan Whiting Verenigde Staten                                                | 22,00 WL     | David Storl Duitsland                                                         | 21,88 PB   | Tomasz Majewski Polen                                                       | 21,72 NR   |
| Zevenkamp            | Ashton Eaton Verenigde Staten                                                | 6645 WR      | Oleksij Kasjanov Oekraïne                                                     | 6071       | Artem Loekjanenko Rusland                                                   | 5969       |

### Vrouwen
| Onderdeel            | Goud                                                                                 | Goud       | Zilver                                                                          | Zilver     | Brons                                                                                  | Brons           |
| -------------------- | ------------------------------------------------------------------------------------ | ---------- | ------------------------------------------------------------------------------- | ---------- | -------------------------------------------------------------------------------------- | --------------- |
| 60 m                 | Veronica Campbell-Brown Jamaica                                                      | 7,01 WL    | Murielle Ahouré Ivoorkust                                                       | 7,04 NR    | Tianna Madison Verenigde Staten                                                        | 7,09            |
| 400 m                | Sanya Richards-Ross Verenigde Staten                                                 | 50,79      | Aleksandra Fedoriva Rusland                                                     | 51,76      | Natasha Hastings Verenigde Staten                                                      | 51,82           |
| 800 m                | Pamela Jelimo Kenia                                                                  | 1.58,83 WL | Natalja Lupu Oekraïne                                                           | 1.59,67 PB | Erica Moore Verenigde Staten                                                           | 1.59,97         |
| 1500 m               | Genzebe Dibaba Ethiopië                                                              | 4.05,78    | Mariem Alaoui Selsouli Marokko                                                  | 4.07,78    | Aslı Çakır Alptekin Turkije                                                            | 4.08,74 NR      |
| 3000 m               | Hellen Obiri Kenia                                                                   | 8.37,16    | Meseret Defar Ethiopië                                                          | 8.38,26    | Gelete Burka Ethiopië                                                                  | 8.40,18         |
| 4×400 m              | Verenigd Koninkrijk Shana Cox Nicola Sanders Christine Ohuruogu Perri Shakes-Drayton | 3.28,76 WL | Verenigde Staten Leslie Cole Natasha Hastings Jernail Hayes Sanya Richards-Ross | 3.28,79 SB | Rusland Joelia Goesjtsjina Ksenia Oestalova Marina Karnausjtsjenko Aleksandra Fedoriva | 3.29,55 SB      |
| 60 m horden          | Sally Pearson Australië                                                              | 7,73 WL    | Tiffany Porter Verenigd Koninkrijk                                              | 7,94       | Alina Talay Wit-Rusland                                                                | 7,97            |
| Verspringen          | Brittney Reese Verenigde Staten                                                      | 7,23 WL    | Janay DeLoach Verenigde Staten                                                  | 6,98       | Shara Proctor Verenigd Koninkrijk                                                      | 6,89 NR         |
| Hink-stap-springen   | Yamilé Aldama Verenigd Koninkrijk                                                    | 14,82 SB   | Olga Rypakova Kazachstan                                                        | 14,63      | Mabel Gay Cuba                                                                         | 14,29           |
| Hoogspringen         | Chaunté Lowe Verenigde Staten                                                        | 1,98       | Antonietta di Martino Italië                                                    | 1,95       | Niet uitgereikt                                                                        | Niet uitgereikt |
| Hoogspringen         | Chaunté Lowe Verenigde Staten                                                        | 1,98       | Anna Tsjitsjerova Rusland                                                       | 1,95       | Niet uitgereikt                                                                        | Niet uitgereikt |
| Hoogspringen         | Chaunté Lowe Verenigde Staten                                                        | 1,98       | Ebba Jungmark Zweden                                                            | 1,95       | Niet uitgereikt                                                                        | Niet uitgereikt |
| Polsstokhoogspringen | Jelena Isinbajeva Rusland                                                            | 4,80       | Vanessa Boslak Frankrijk                                                        | 4,70 NR    | Holly Bleasdale Verenigd Koninkrijk                                                    | 4,70            |
| Kogelstoten          | Valerie Adams Nieuw-Zeeland                                                          | 20,54 AR   | Nadzeja Astaptsjoek Wit-Rusland                                                 | 20,42      | Michelle Carter Verenigde Staten                                                       | 19,58 SB        |
| Vijfkamp             | Natalja Dobrynska Oekraïne                                                           | 5013 WR    | Jessica Ennis Verenigd Koninkrijk                                               | 4965 NR    | Austra Skujytė Litouwen                                                                | 4802 NR         |

### Medailleklassement
| Plaats | Land                | Goud | Zilver | Brons | Totaal |
| 1      | Verenigde Staten    | 10   | 3      | 5     | 18     |
| 2      | Verenigd Koninkrijk | 2    | 3      | 4     | 9      |
| 3      | Ethiopië            | 2    | 1      | 2     | 5      |
| 4      | Kenia               | 2    | 1      | 1     | 4      |
| 5      | Rusland             | 1    | 3      | 5     | 9      |
| 6      | Oekraïne            | 1    | 2      | 0     | 3      |
| 7      | Frankrijk           | 1    | 1      | 1     | 3      |
| 8      | Australië           | 1    | 1      | 0     | 2      |
| 8      | Jamaica             | 1    | 1      | 0     | 2      |
| 8      | Marokko             | 1    | 1      | 0     | 2      |
| 11     | Brazilië            | 1    | 0      | 0     | 1      |
| 11     | Costa Rica          | 1    | 0      | 0     | 1      |
| 11     | Griekenland         | 1    | 0      | 0     | 1      |
| 11     | Nieuw-Zeeland       | 1    | 0      | 0     | 1      |
| 15     | Duitsland           | 0    | 2      | 0     | 2      |
| 16     | Bahama's            | 0    | 1      | 1     | 2      |
| 16     | Turkije             | 0    | 1      | 1     | 2      |
| 16     | Wit-Rusland         | 0    | 1      | 1     | 2      |
| 19     | China               | 0    | 1      | 0     | 1      |
| 19     | Italië              | 0    | 1      | 0     | 1      |
| 19     | Ivoorkust           | 0    | 1      | 0     | 1      |
| 19     | Kazachstan          | 0    | 1      | 0     | 1      |
| 19     | Tsjechië            | 0    | 1      | 0     | 1      |
| 19     | Zweden              | 0    | 1      | 0     | 1      |
| 25     | Cuba                | 0    | 0      | 1     | 1      |
| 25     | Litouwen            | 0    | 0      | 1     | 1      |
| 25     | Polen               | 0    | 0      | 1     | 1      |
| 25     | Trinidad en Tobago  | 0    | 0      | 1     | 1      |
| Totaal | Totaal              | 26   | 28     | 25    | 79     |

Parijs 1985 · 
Indianapolis 1987 · 
Boedapest 1989 · 
Sevilla 1991 · 
Toronto 1993 · 
Barcelona 1995 · 
Parijs 1997 · 
Maebashi 1999 · 
Lissabon 2001 · 
Birmingham 2003 · 
Boedapest 2004 · 
Moskou 2006 · 
Valencia 2008 ·
Doha 2010 ·
Istanbul 2012 ·
Sopot 2014 ·
Portland 2016 · 
Birmingham 2018 ·
Belgrado 2022 · 
Glasgow 2024 · 
Nanjing 2025 · 
Toruń 2026
Belgische medaillewinnaars · Nederlandse medaillewinnaars